# Liszno-Kolonia
Liszno-Kolonia – wieś w Polsce, położona w województwie lubelskim, w powiecie chełmskim, w gminie Rejowiec Fabryczny.
| SIMC    | Nazwa    | Rodzaj    |
| ------- | -------- | --------- |
| 0105963 | Bankowe  | część wsi |
| 0105970 | Koziniec | część wsi |
| 1026390 | Wygoda   | część wsi |

W latach 1975–1998 miejscowość administracyjnie należała do województwa chełmskiego. 
Wieś jest sołectwem w gminie Rejowiec Fabryczny. Według Narodowego Spisu Powszechnego (III 2011 r.) liczyła 283 mieszkańców i była siódmą co do wielkości miejscowością gminy.